# The Anatomical Record
The Anatomical Record – Advances in Integrative Anatomy and Evolutionary Biology, abgekürzt Anat Rec., ist eine wissenschaftliche Fachzeitschrift, die vom Wiley-Blackwell-Verlag im Auftrag der American Association of Anatomists veröffentlicht wird. Die Zeitschrift wurde 1906 gegründet und erscheint derzeit mit zwölf Ausgaben im Jahr. Im Jahr 1995 erfolgte eine Aufteilung in zwei Reihen: The Anatomical Record – Part A, Discoveries in Molecular, Cellular, and Evolutionary Biology und The Anatomical Record – Part B, the New Anatomist. Im Jahr 2007 wurden die beiden Reihen wieder vereinigt unter dem Titel The Anatomical Record – Advances in Integrative Anatomy and Evolutionary Biology. Es werden Arbeiten veröffentlicht, die sich mit morphologischen Fragestellungen der evolutionären, molekularen und zellulären Biologie beschäftigen.
Der Impact Factor lag im Jahr 2014 bei 1,542. Nach der Statistik des ISI Web of Knowledge wird das Journal mit diesem Impact Factor in der Kategorie Anatomie und Morphologie an zehnter Stelle von 20 Zeitschriften geführt.